# Вторая низшая лига СССР по футболу
Вторая низшая лига СССР по футболу — четвёртый по значимости футбольный дивизион в СССР.
Ранее называлась (в хронологическом порядке): «Группа Г» и «Класс Б».  С 1990 года — вторая низшая лига.

## История
Лига как часть чемпионата СССР по футболу существовала эпизодически (появилась в 1936 году, расформирована после 1937 года, вновь появилась и расформировалась в 1970 году, существовала два последних года перед распадом Советского Союза).
В 1990—1991 годах зональные турниры обозначались как «республиканские группы» (второй лиги), применительно к отличительному сравнению с выделившимися «буферными зонами» второй («буферной») лиги.

## Победители
| Сезон        | Название                    | Чемпион | Призёры | Примечания                                                |
| ------------ | --------------------------- | --- | --- | --------------------------------------------------------- |
| 1936 (весна) | Группа «Г»                  | ХТЗ (Харьков) | «Крылья Советов» (Москва) «Динамо» (Пятигорск) |                                                           |
| 1936 (осень) | Группа «Г»                  | ХТЗ (Харьков) | «Сталь» (Днепропетровск) «Локомотив» (Киев) |                                                           |
| 1937         | Группа «Г»                  | «Трактор» (Сталинград) | ДКА (Смоленск) «Крылья Советов» (Москва) |                                                           |
| 1938-69      | Не проводились соревнования | Не проводились соревнования | Не проводились соревнования |                                                           |
| 1970         | Класс «Б»                   | «Мотор» (Владимир) «Терек» (Грозный) «Корд» (Балаково) «Сахалин» (Южно-Сахалинск) «Химик» (Северодонецк) «Цементник» (Семипалатинск) «Зарафшан» (Навои)                                                                   | «Спартак» Кострома «Спартак» (Рязань) «Нефтяник» (Тюмень) «Вулкан» (Петропавловск-Камчатский) «Локомотив» (Винница) «Трактор» (Павлодар) «Янгиер» (Янгиер)                                                                  | Восемь географических зон (две зоны УССР разыграли финал) |
| 1971-89      | Не проводились соревнования | Не проводились соревнования | Не проводились соревнования |                                                           |
| 1990         | Вторая низшая лига          | «Торпедо» (Запорожье) «Арарат-2» (Ереван) «Карабах» (Агдам) «Торпедо» (Таганрог) «Асмарал» (Москва) «Волга» (Тверь) «КАМАЗ» (Набережные Челны) «Восток» (Усть-Каменогорск) «Нуравшон» (Бухара) «Сахалин» (Южно-Сахалинск) | «Судостроитель» (Николаев) «Аракс» (Октемберян) «Хазар» (Сумгаит) АПК (Азов) «Тигина» (Бендеры) КИМ (Витебск) «Лада» (Тольятти) «Жетысу» (Талды-Курган) «Касансаец» (Касансай) «Локомотив» (Чита)                           | Десять республиканских групп                              |
| 1991         | Вторая низшая лига          | «Нефтяник» (Ахтырка) «Сюник» (Капан) «Хазар» (Сумгаит) «Жемчужина» (Сочи) «Спартак» (Анапа) «Прометей-Динамо» (Санкт-Петербург) «Рубин» (Казань) «Актюбинец» (Актюбинск) «Трактор» (Ташкент) «Локомотив» (Чита)           | «Прикарпатье» (Ивано-Франковск) «Ширак» (Гюмри) «Строитель» (Баку) «Уралан» (Элиста) «Светотехника» (Саранск) «Текстильщик» (Иваново) «Металлург» (Магнитогорск) «Спартак» (Семипалатинск) «Умид» (Ташкент) СКА (Хабаровск) | Десять республиканских групп. Последний турнир.           |